# Liste der denkmalgeschützten Objekte in Münzbach
Die Liste der denkmalgeschützten Objekte in Münzbach enthält die 9 denkmalgeschützten, unbeweglichen Objekte in Münzbach.
Bei der Verfassung der Beschreibungen der einzelnen Objekte wurden im Wesentlichen die Informationen der Homepage der Marktgemeinde Münzbach verwendet.

## Denkmäler
| Foto |                 | Denkmal                                                                               | Standort                                        | Beschreibung | Metadaten |
| ---- | --------------- | ------------------------------------------------------------------------------------- | ----------------------------------------------- | --- | --- |
| ja   | Datei hochladen | Pest-/Dreifaltigkeitssäule HERIS-ID: 22815 Objekt-ID: 19160                           | Eichenweg 1 Standort KG: Münzbach               | Die Dreifaltigkeitssäule ist eine von fünf Pestsäulen in Münzbach. | BDA-Hist.: Q37872867 Status: § 2a Stand der BDA-Liste: 2025-06-30 Name: Pest-/Dreifaltigkeitssäule GstNr.: 345/3                                                  |
| ja   | Datei hochladen | Katholische Filialkirche Heiliges Kreuz HERIS-ID: 22811 Objekt-ID: 19156              | Feldstraße 1, in der Nähe Standort KG: Münzbach | Es handelt sich um die ehemalige Tintische Gruftkapelle des Schlosses Innernstein. Die Kapelle wurde 1906 nach den Plänen des späteren Dombaumeisters Matthäus Schlager im neugotischen Baustil errichtet. Das Mauerwerk ist zweischalig, außen Bruchsteinmauer mit Strebepfeilern und innen Ziegelmauer mit Putz. Über dem Eingang hängt das Tintische Wappen. | BDA-Hist.: Q37872817 Status: § 2a Stand der BDA-Liste: 2025-06-30 Name: Kath. Filialkirche hl. Kreuz GstNr.: 394/3 Filialkirche Heiliges Kreuz Friedhof Münzbach  |
| ja   | Datei hochladen | Wohnhaus, ehemaliges Barbaraspital HERIS-ID: 4808 Objekt-ID: 665                      | Hauptstraße 3 Standort KG: Münzbach             | Das 1620 von Georg Schütter errichtet und ab 1639 von Joachim Enzmilner ausgebautes Spital für Arme wurde später aus einer Stiftung finanziert, ist heute im Besitz der Gemeinde Münzbach und wird für eine KInderbetreuungseinrichtung genutzt. | BDA-Hist.: Q1289180 Status: § 2a Stand der BDA-Liste: 2025-06-30 Name: Wohnhaus, ehem. St. Barbara Spital GstNr.: .18 Sankt Barbara Spital                        |
| ja   | Datei hochladen | Pest-/Dreifaltigkeitssäule HERIS-ID: 22814 Objekt-ID: 19159                           | bei Markt 1 Standort KG: Münzbach               | Die granitene Pestsäule trägt die Jahreszahl 1693 und besteht aus acht Teilen mit einer Granitkugel samt Kreuz mit zwei Querbalken. Das straßenseitig angebrachte Hinterglasgemälde zeigt die heilige Familie und stilisierte Blumen und Häuser. | BDA-Hist.: Q37872838 Status: § 2a Stand der BDA-Liste: 2025-06-30 Name: Pest-/Dreifaltigkeitssäule GstNr.: 2325/1                                                 |
| ja   | Datei hochladen | Kath. Pfarrkirche Hl. Laurentius HERIS-ID: 22812 Objekt-ID: 19157                     | Markt 1 Standort KG: Münzbach                   | Bereits 1111 ist eine Eigenkirche in Münzbach urkundlich erwähnt. Die heutige Kirche war ursprünglich die Kirche des 1661 bis 1664 von Joachim Enzmilner errichteten Dominikanerklosters Münzbach und wurde 1784 als Pfarrkirche bestimmt. | BDA-Hist.: Q2082850 Status: § 2a Stand der BDA-Liste: 2025-06-30 Name: Kath. Pfarrkirche Hl. Laurentius GstNr.: .37 Parish Church in Münzbach                     |
| ja   | Datei hochladen | Pfarrhof, ehem. Dominikanerkloster HERIS-ID: 22810 Objekt-ID: 19155                   | Markt 1, 34, 35 Standort KG: Münzbach           | Der Pfarrhof Münzbach ist in den Räumlichkeiten des 1661 bis 1664 von Joachim Enzmilner errichteten und 1784 im Zuge der Josephinischen Reformen aufgelassenen Dominikanerklosters Münzbach untergebracht. | BDA-Hist.: Q1237989 Status: § 2a Stand der BDA-Liste: 2025-06-30 Name: Pfarrhof, ehem. Dominikanerkloster GstNr.: .35/2, .35/3, .35/1 Dominikanerkloster Münzbach |
| ja   | Datei hochladen | Wohnhaus, ehemaliges Herrenhaus der Herrschaft Windhaag HERIS-ID: 4807 Objekt-ID: 664 | Markt 9 Standort KG: Münzbach                   | Das Freihaus des Grafen von Windhag, Joachim Enzmilner ist ein Geschäftshaus. Prunkvolle Holzdecken im Inneren des Hauses können während der Geschäftsöffnungszeiten besichtigt werden. | BDA-Hist.: Q38073666 Status: Bescheid Stand der BDA-Liste: 2025-06-30 Name: Wohnhaus, ehemaliges Herrenhaus der Herrschaft Windhaag GstNr.: .27                   |
| ja   | Datei hochladen | Figur Hl. Johannes Nepomuk HERIS-ID: 22809 Objekt-ID: 19154                           | Schulstraße 1 Standort KG: Münzbach             | Die Statue stand ursprünglich auf dem Marktplatz, kam später zur Volksschule, wurde 2010 restauriert und auf dem neuen Marktplatz aufgestellt. | BDA-Hist.: Q37872792 Status: § 2a Stand der BDA-Liste: 2025-06-30 Name: Figur Hl. Johannes Nepomuk GstNr.: 420/2 Bildstock Nepomuk Münzbach                       |
| ja   | Datei hochladen | Bildstock HERIS-ID: 22817 Objekt-ID: 19162                                            | Taferlweg 33 Standort KG: Münzbach              | Der Bildstock ist die älteste von fünf Pestsäulen in Münzbach. | BDA-Hist.: Q37872882 Status: § 2a Stand der BDA-Liste: 2025-06-30 Name: Bildstock GstNr.: 2286                                                                    |